# Чемпионат мира по фигурному катанию 1905
Чемпионат мира по фигурному катанию 1905 года — десятый чемпионат мира. Он был проведён Международным союзом конькобежцев (ИСУ) в Стокгольме. В официальных соревнованиях на тот момент фигурное катание представляли только мужчины в одиночном катании.
Внеконкурсную часть программы чемпионата уже в пятый раз провели спортивные пары. В Стокгольме соревновались две пары. Победили Мици Бохач / Отто Бохач из Австрии, вторыми были Валборга Линдаль / Эмиль Линдаль из Швеции.
Соревнования проводились 5—6 февраля 1905 года.

## Результаты
| Место | Имя             | Страна   | Сумма мест |
| ----- | --------------- | -------- | ---------- |
| 1     | Ульрих Сальхов  | Швеция   | 8          |
| 2     | Макс Бохач      | Австрия  | 14         |
| 3     | Пер Торен       | Швеция   | 21         |
| 4     | Рикард Юханссон | Швеция   | 28         |
| 5     | Мартин Гордан   | Германия | 34         |